# Elgin (Dakota du Nord)
Pour les articles homonymes, voir Elgin.
La ville américaine d’Elgin est située dans le comté de Grant, dans l’État du Dakota du Nord. Selon le recensement de 2010, sa population s’élève à 642 habitants.

## Démographie
| 1920 | 1930 | 1940 | 1950 | 1960 | 1970 |
| ---- | ---- | ---- | ---- | ---- | ---- |
| 429  | 505  | 583  | 882  | 944  | 839  |

| 1980 | 1990 | 2000 | 2010 | - | - |
| ---- | ---- | ---- | ---- | - | - |
| 930  | 765  | 659  | 642  | - | - |

## Source
- (en) Cet article est partiellement ou en totalité issu de l’article de Wikipédia en anglais intitulé « Elgin, North Dakota » (voir la liste des auteurs).